# Acker (Einheit)
Acker (dänisch: Ager) war ein deutsches und dänisches Flächen- und Feldmaß für die Landvermessung.

## Deutschland
Acker war ein deutsches Flächenmaß und abhängig vom Ort der Verwendung etwas größer oder kleiner als ein Morgen.
- In Nordhausen 1 Acker = 160 Quadratruten = 27,716 Ar (entsprach 1,0855 Morgen (Preuß.))
- In Kurfürstentum Hessen 1 Acker = 150 Quadratruten = 23,865 Ar
- Schwarzburg-Sondershausen
  - Sondershausen 1 Acker = 120 Quadratruten = 18,773 Ar
  - Arnstadt 1 Acker = 160 Quadratruten 
    - mit 196 Quadratfuß = 25,027 Ar
    - mit 256 Quadratfuß = 32,688 Ar
- Mühlhausen (Unstrut) 1 Acker = 160 Quadratruten = 24,736 Ar
- Fürstentümer Reuß
  - Ebersdorf 1 Acker = 160 Quadratruten = 37,847 Ar
- Sachsen-Altenburg 1 Acker = 200 Quadratruten = 64,43 Ar